# Typ-I-Von-Neumann-Algebra
Typ-I-Von-Neumann-Algebren sind spezielle in der mathematischen Theorie der Von-Neumann-Algebren betrachtete Algebren. Es handelt sich um den ersten von drei Typen der Typklassifikation von Von-Neumann-Algebren. Typ-I-Von-Neumann-Algebren nennt man auch diskret.

## Definitionen
Eine Projektion in einer Von-Neumann-Algebra {\displaystyle A} ist selbstadjungiertes idempotentes Element {\displaystyle e}, das heißt, es gilt {\displaystyle e=e^{*}=e^{2}}. Eine solche Projektion heißt abelsch, falls die Algebra {\displaystyle eAe\subset A} kommutativ ist. Eine Von-Neumann-Algebra heißt vom Typ I (lies: Typ eins), falls sie eine abelsche Projektion {\displaystyle e} besitzt, so dass das Einselement die kleinste Projektion aus dem Zentrum der Algebra ist, deren Produkt mit {\displaystyle e} gleich {\displaystyle e} ist. 
Sie heißt genauer vom Typ In, wenn das Einselement Summe von {\displaystyle n} paarweise orthogonalen, äquivalenten abelschen Projektionen ist. Dabei heißen zwei Projektionen {\displaystyle e_{1},e_{2}} orthogonal, falls {\displaystyle e_{1}e_{2}=0}, und sie heißen äquivalent, falls es ein Element {\displaystyle v\in A} gibt mit {\displaystyle e_{1}=v^{*}v,e_{2}=vv^{*}}. Die Summe ist bei unendlichem {\displaystyle n} im Sinne der starken Operatortopologie zu verstehen.

## Beispiele
- Abelsche Von-Neumann-Algebren sind vom Typ I, denn in diesem Fall ist das Einselement selbst eine abelsche Projektion.
- Die Algebra {\displaystyle A=L(H)} der stetigen linearen Operatoren über einem Hilbertraum {\displaystyle H} ist vom Typ In, wobei {\displaystyle n} die Dimension des Hilbertraums ist. Ist nämlich {\displaystyle (\xi _{i})_{i\in I}} eine Orthogonalbasis und ist {\displaystyle e_{i}} die Projektion auf den eindimensionalen Unterraum {\displaystyle \mathbb {C} \xi _{i}}, so sind die {\displaystyle e_{i}} abelsch, untereinander äquivalent und es ist {\displaystyle \textstyle \sum _{i=I}e_{i}=1}.

## Eigenschaften
Wir betrachten hier nur Von-Neumann-Algebren auf einem separablen Hilbertraum. Dann hat man für Typ-In-Algebren nur die Fälle {\displaystyle n=1,2,3,\ldots ,\infty } zu betrachten; anderenfalls müsste man für den unendlichen Fall noch nach Mächtigkeiten unterscheiden.
Jede Von-Neumann-Algebra {\displaystyle A} vom Typ I zerfällt in eine direkte Summe
{\displaystyle A=Ap_{1}\oplus Ap_{2}\oplus Ap_{3}\oplus \ldots \oplus Ap_{\infty }},
wobei
- jedes {\displaystyle p_{n}} ist eine Projektion aus dem Zentrum von {\displaystyle A} (möglicherweise 0)
- die {\displaystyle p_{n}} sind paarweise orthogonal
- {\displaystyle 1=p_{\infty }+p_{1}+p_{2}+p_{3}+\ldots } im Sinne der starken Operatortopologie.
- {\displaystyle Ap_{n}=p_{n}Ap_{n}} ist eine Von-Neumann-Algebra vom Typ In auf dem Hilbertraum {\displaystyle p_{n}(H)}, falls {\displaystyle p_{n}\not =0}.

Jede Von-Neumann-Algebra {\displaystyle A} vom Typ In ist isomorph zum Tensorprodukt {\displaystyle L(H){\overline {\otimes }}\,\mathrm {cen} (A)}, wobei {\displaystyle H} ein n-dimensionaler Hilbertraum und {\displaystyle \mathrm {cen} (A)} das Zentrum von {\displaystyle A} ist.
Da die Zentren abelsche Von-Neumann-Algebren sind und diese bekannt sind, ist damit die Struktur der Typ-I-Von-Neumann-Algebren aufgedeckt; es handelt sich um direkte Summen von Tensorprodukten von Algebren {\displaystyle L(H)} mit abelschen Von-Neumann-Algebren. Daraus ergibt sich leicht, dass jede endlich-dimensionale Von-Neumann-Algebra vom Typ I ist und isomorph zu einer endlichen direkten Summe von Matrixalgebren {\displaystyle L(\mathbb {C} ^{n})} ist.
Eine Von-Neumann-Algebra ist genau dann vom Typ I, wenn sie isomorph zu einer Von-Neumann-Algebra mit abelscher Kommutante ist.